# Sammy Lee
Samuel "Sammy" Lee (nascido em 7 de fevereiro de 1959) é um treinador de futebol inglês e ex-jogador. Lee jogou a maior parte de sua carreira pelo Liverpool nos anos 1970 e 1980 como meia, e também representou a Seleção Inglesa quatorze vezes.

## Carreira como Jogador
Nascido em Liverpool, Lee começou nas categorias de base do Liverpool FC em setembro de 1975, fazendo sua estréia profissional em 8 de abril de 1978 contra o Leicester City em Anfield foram os adversários. Um ano antes, ele havia sido convocado para a semifinal da Liga dos Campeões contra o FC Zürich e, embora não tenha jogado, o técnico Bob Paisley disse que não teria problemas em usá-lo se necessário.
Lee tornou-se titular regular a partir de 1980 e, apesar de pequeno em estatura, estabeleceu a reputação de médio-ofensivo forte, que também conseguia rematar bem. 
Na final da Copa da Liga de 1981, Lee esteve no centro de um incidente controverso que deixou os jogoadores do West Ham United se sentindo enganados. Lee havia se aventurado em um ataque e acabou no gramado. A defesa do West Ham saiu de sua área para deixar Lee em posição de impedimento, mas quando o zagueiro do Liverpool, Alan Kennedy, fez o gol, ele foi validado. O West Ham empatou, mas o Liverpool venceu o replay com Lee na lateral.
Na semifinal da Liga dos Campeões daquele ano contra o Bayern de Munique, Lee foi solicitado a fazer um trabalho de marcação sobre Paul Breitner. Lee fez o trabalho com perfeição e o Liverpool foi até a final contra o Real Madrid, que venceu por 1 a 0 com Lee novamente na lateral.
Lee conquistou sua primeira medalha de campeão nacional em 1982 e também ajudou o Liverpool a ganhar o bi-campeonato da Taça da Liga; o mesmo foi aplicado em 1983 e 1984, o último foi também o ano do seu quarto triunfo na Liga dos Campeões - Lee jogou em todos os jogos até à final e marcou um gol decisivo na primeira partida da semifinal  em Anfield contra Dinamo Bucureşti.
Lesões cobraram seu preço em 1985 e Lee lutou para recuperar sua forma anterior. Com Jan Mølby como titular, não havia mais lugar para ele no Liverpool. 
Ele partiu em agosto de 1986, jogando no Queens Park Rangers, Osasuna (onde ele se reuniu com o ex-companheiro  do Liverpool, Michael Robinson), Southampton e Bolton, antes de se aposentar.

## Carreira como Treinador

### Bolton Wanderers
Ele foi para o Bolton Wanderers em setembro de 2005, como assistente de Sam Allardyce. Lee recebeu o apelido carinhoso de "Little Sam", em contraste com Allardyce, que era conhecido como "Big Sam" pelos fãs de Bolton.
Allardyce deixou o Bolton em abril de 2007 e Lee foi confirmado como seu substituto pouco depois. Depois de vencer apenas onze jogos na liga, ele foi demitido em outubro de 2007, tornando-se o segundo técnico da Premier League a ser demitido nessa temporada.
Ele era conhecido por citar regularmente os "pontos positivos" em entrevistas pós-jogo, apesar de inúmeras derrotas. Ele também foi ligado ao cargo de auxiliar técnico do Leeds United sob o comando de Gary McAllister. 
Ele se tornou o favorito da equipe para se tornar o assistente técnico de Rafa Benitez após a saída de Alex Miller do Liverpool e oficialmente retornou ao clube em 16 de maio de 2008.
Em novembro de 2008, quando retornou ao Reebok Stadium pela primeira vez desde sua partida, Lee afirmou que não nutria nenhuma animosidade em relação ao Bolton, os torcedores deram-lhe uma salva de palmas em agradecimento a ele.

### Liverpool
Em 16 de maio de 2008, ele assumiu o papel de  assistente técnic de Rafael Benítez após assinar um contrato de 2 anos. Em 21 de dezembro de 2008, Lee assumiu o comando do Liverpool pela primeira vez em um empate em 1-1 com o Arsenal, devido a Rafael Benítez estar doente com pedras nos rins.
Em 26 de agosto de 2009, Lee foi expulso pelo árbitro Phil Dowd em uma derrota por 2 a 1 contra o Tottenham Hotspur, e foi acusado de conduta imprópria pela Federação de Futebol.
Lee deixou o Liverpool em junho de 2011 por consentimento mútuo.

### Retorno para Bolton
Em 14 de fevereiro de 2012, Lee retornou ao Bolton pela terceira vez, sendo indicado como Chefe das divisões de base. Seu novo papel fez com que ele assumisse um papel sênior ao lado de ex-jogadores do Bolton como: Jimmy Phillips, Tony Kelly, David Lee, Nicky Spooner e Gavin McCann.
Em 9 de outubro de 2012, após a demissão de Owen Coyle, Lee e Jimmy Phillips foram nomeados treinadores. No entanto, Phillips assumiu o comando do time e Lee foi ser seu auxiliar.

### Outros Clubes
Em 27 de junho de 2014, ele concordou em deixar o Bolton para se juntar ao Brighton & Hove Albion como assistente técnico de Sami Hyypia, com ambos conhecendo um ao outro de seu tempo juntos no Liverpool. No entanto, em 29 de junho foi anunciado que ele iria, em vez disso, assumir uma posição de assistente técnico no Southampton, ao lado do recém-nomeado técnico Ronald Koeman. Lee deixou o Southampton no final de junho de 2016, após a saída de Koeman e a nomeação de Claude Puel como treinador.
Em 25 de julho de 2016, foi anunciado que Lee havia se juntado a Sam Allardyce como membro da equipe técnica da Seleção Inglesa. Lee deixou o cargo em dezembro de 2016, após a nomeação de Gareth Southgate como treinador.
Depois que Sam Allardyce foi nomeado gerente do Crystal Palace, Lee foi nomeado seu assistente técnico em 10 de janeiro de 2017. Após a saída de Allardyce do Selhurst Park, no final da temporada 2016/17, Lee continuou como assistente técnico do novo treinador do clube, Frank de Boer. Em setembro de 2017, após a saída de Boer, Lee também deixou o clube.
Em 1 de dezembro de 2017, Lee foi nomeado assistente técnico do Everton após a nomeação de Sam Allardyce como treinador no dia anterior. Ele deixou o Everton em 16 de maio de 2018 após o saque de Allardyce.

## Títulos
Liverpool
- Primeira Divisão: 1981–82, 1982–83, 1983–84
- Copa da Liga: 1980–81, 1981–82, 1982–83, 1983–84
- Supercopa da Inglaterra: 1979, 1980, 1982
- Liga dos Campeões: 1980–81, 1983–8